# Patrick Hostekint
Patrick Hostekint (Roeselare, 10 januari 1950) was een Belgisch volksvertegenwoordiger, Vlaams volksvertegenwoordiger en gemeenschapssenator.

## Levensloop
Patrick Hostekint, zoon van Roger Hostekint, studeerde af aan de Rijksuniversiteit Gent met de licentiaatsgraden in diplomatieke wetenschappen en in Europees recht. Hij werd leraar, vakbondssecretaris en werd gewestelijk secretaris van de Socialistische Mutualiteiten.
Vanaf 1985 stond hij als plaatsvervanger op de Kamerlijst van de SP. Net voor de parlementsverkiezingen van november 1991 volgde hij Roger Van Steenkiste op als lid van de Kamer van volksvertegenwoordigers voor het arrondissement Roeselare-Tielt. Hij vervulde dit mandaat tot in 1995. Hij was gedurende diezelfde periode lid van de Raadgevende Interparlementaire Beneluxraad.
In de periode oktober 1991-mei 1995 had hij als gevolg van het toen bestaande dubbelmandaat ook zitting in de Vlaamse Raad. De Vlaamse Raad was vanaf 21 oktober 1980 de opvolger van de Cultuurraad voor de Nederlandse Cultuurgemeenschap, die op 7 december 1971 werd geïnstalleerd, en was de voorloper van het huidige Vlaams Parlement. Bij de eerste rechtstreekse verkiezingen voor het Vlaams Parlement van 21 mei 1995 werd hij verkozen in de kieskring Kortrijk-Roeselare-Tielt. Ook na de volgende Vlaamse verkiezingen van 13 juni 1999 bleef hij Vlaams volksvertegenwoordiger tot juni 2004. Tussen juni 1995 en juli 1999, en nogmaals tussen juni 2003 en juni 2004, werd hij door het Vlaams Parlement aangewezen als gemeenschapssenator in de Belgische Senaat.
Ook was hij van 1989 tot 1995 gemeenteraadslid van Roeselare.